# 阿瓦薩
阿瓦薩（Awasa、Awassa或Hawassa）是東非大裂谷阿瓦薩湖旁的埃塞俄比亞城市，是锡达马州的首府，曾经也是南方民族、部落和人民州的首府。位於阿的斯阿貝巴以南270公里的錫達馬地區，座標7°3′N 38°28′E / 7.050°N 38.467°E，海拔1,708米。阿瓦薩大學在1999年由多間高等學府合併成立。
根據埃塞俄比亞中央統計局2005年的資料，阿瓦薩人口125,315，其中男性有63,267人，女性62,048人。

## 外部連結
- Hawassa/Awassa City Administration Official Website